# Erik Wilén
Erik Wilhelm « Erkka » Wilén (né le 15 juillet 1898 à Helsinki et décédé le 23 juillet 1982 dans la même ville) est un athlète finlandais spécialiste du 400 mètres haies. Affilié au HIFK, il mesurait 1,80 m pour entre 72 et 74 kg.

## Biographie

### Palmarès
| Date | Compétition           | Lieu  | Résultat | Performance |
| ---- | --------------------- | ----- | -------- | ----------- |
| 1924 | Jeux olympiques d'été | Paris | 2e       | 53 s 8      |

### Records
| Épreuve          | Performance | Lieu | Date |
| ---------------- | ----------- | ---- | ---- |
| 400 mètres       | 49 s 0      |      | 1923 |
| 400 mètres haies | 53 s 6      |      | 1924 |